# Каменев, Василий Вадимович
Василий Вадимович Каменев (Кузнецов) (род. 3 февраля 1964, Ленинград) — советский и российский хоккеист, нападающий. Мастер спорта СССР.
Начал заниматься хоккеем в 7 лет в детской команде Ленмясокомбината, тренер Александр Александрович Богданов. В возрасте 16 лет дебютировал в чемпионате СССР 1980/81 в составе СКА Ленинград в матче с московским «Спартаком». В сезоне 1984/85 перешёл в «Спартак», в составе которого стал бронзовым призёром чемпионата СССР 1985/1986. После того, как пригласившего его Евгения Зимина сменил Борис Майоров, вернулся в СКА. Бронзовый призёр чемпионата 1986/87. В сезоне 1987/88 перешёл в «Ижорец» из первой лиги. В сезоне 1991/92 из этой команды, игравшей уже во второй лиге, вернулся в СКА, опустившийся в первую лигу. В следующем сезоне провёл 18 матчей за немецкий клуб «Эссен-Вест». Завершил карьеру в 1996 году в череповецкой «Северстали».
Бронзовый призёр юниорского чемпионата Европы 1982. Чемпион мира среди молодёжи 1984.
В 1990 году окончил институт физической культуры имени Лесгафта по квалификации преподаватель-тренер по хоккею.
С апреля 1997 года по сентябрь 2012 года работал на руководящих должностях в коммерческих организациях.
С сентября 2012 года — вице-президент федерации хоккея Санкт-Петербурга, член Президиума Федерации хоккея Санкт-Петербурга.